# Julius Kreutzbach
Julius Urban Kreutzbach (* 29. November 1845 in Borna; † 22. September 1913 in Leipzig) war ein Klavierbauer, Begründer und Inhaber der Hof-Pianofortefabrik-Leipzig Julius Kreutzbach.

## Leben und Firmengeschichte

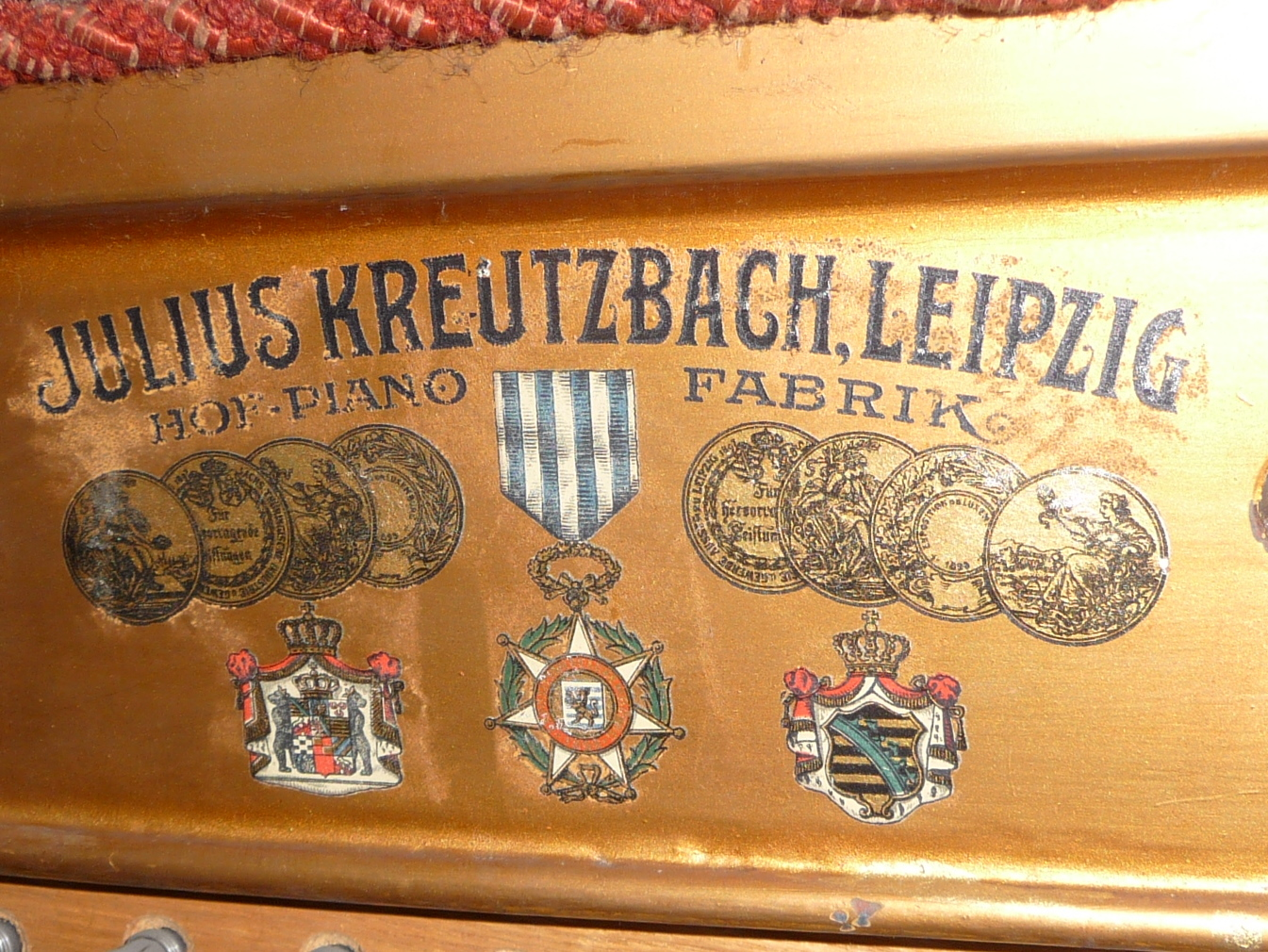
Firmenlogo

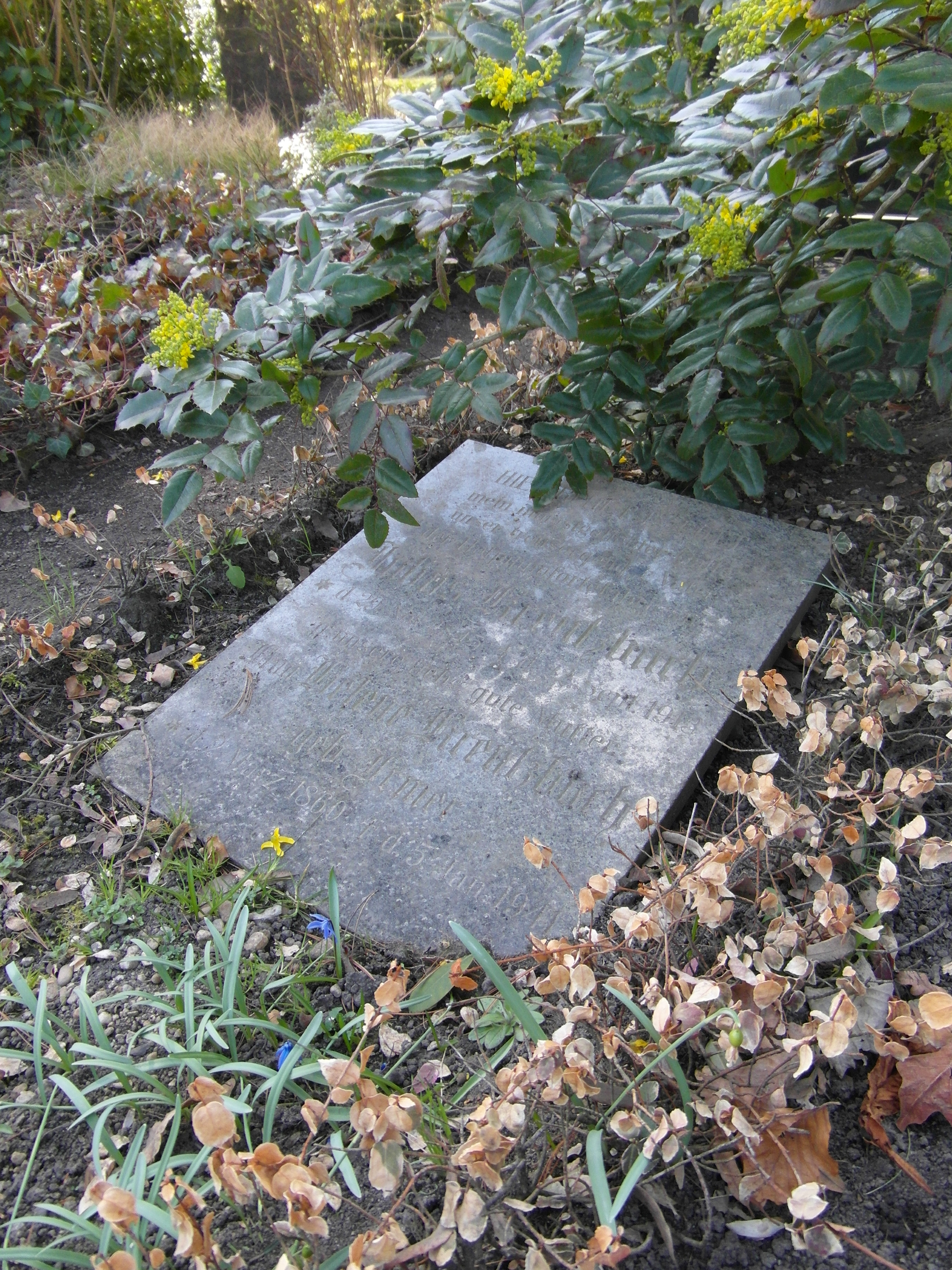
Grabtafel für Julius Kreutzbach auf dem Südfriedhof in Leipzig

Julius war neben Richard (1839–1903) und Bernhard der jüngste der drei Söhne Sohn des Orgelbaumeisters Urban Kreutzbach (1796–1868) in Borna bei Leipzig.
Er erlernte zunächst die Tischlerei um späterhin seine Kenntnisse im Klavierbau in verschiedenen Klavierfabriken auch praktisch zu erweitern. In Leipzig gründete er 1874 die nach ihm benannte Pianofabrik. Die Ernennungen zum Großherzoglich Weimarischen sowie Herzoglich Anhaltischen Hoflieferanten fand ihren Niederschlag im Namen seiner Julius Kreutzbach Hof-Pianoforte-Fabrik Leipzig.
Kreutzbach-Klaviere genossen einen guten Ruf wegen ihres vollen und warmen Klangcharakters und finden sich noch heute auch in osteuropäischen Ländern und USA. Der Bau von Konzertflügeln lässt sich nicht sicher nachweisen, allerdings erwähnt der Kritiker Erwin Kroll in einer Besprechung der Aufführung von Händels Oper Xerxes am 24. März 1925 in der Komischen Oper Königsberg die Nutzung eines Kreutzbach-Flügels. Die Produktion wurde wohl um 1935 eingestellt.